# Lîznîk, Volodarsk-Volînskîi
Lîznîk (în ucraineană Лизник) este un sat în comuna Toporîșce din raionul Volodarsk-Volînskîi, regiunea Jîtomîr, Ucraina.

## Demografie
Componența lingvistică a localității Lîznîk
     Ucraineană (96,26%)
     Rusă (2,8%)
     Alte limbi (0,93%)
Conform recensământului din 2001, majoritatea populației localității Lîznîk era vorbitoare de ucraineană (96,26%), existând în minoritate și vorbitori de rusă (2,8%).